# Oru (Viru-Nigula)
Oru is een plaats in de Estlandse gemeente Viru-Nigula, provincie Lääne-Virumaa. De plaats telt 18 inwoners (2021) en heeft de status van dorp (Estisch: küla).
Oru hoorde tot in oktober 2017 bij de gemeente Aseri. In die maand werd Aseri bij de gemeente Viru-Nigula gevoegd.